# Nadja Benaissa

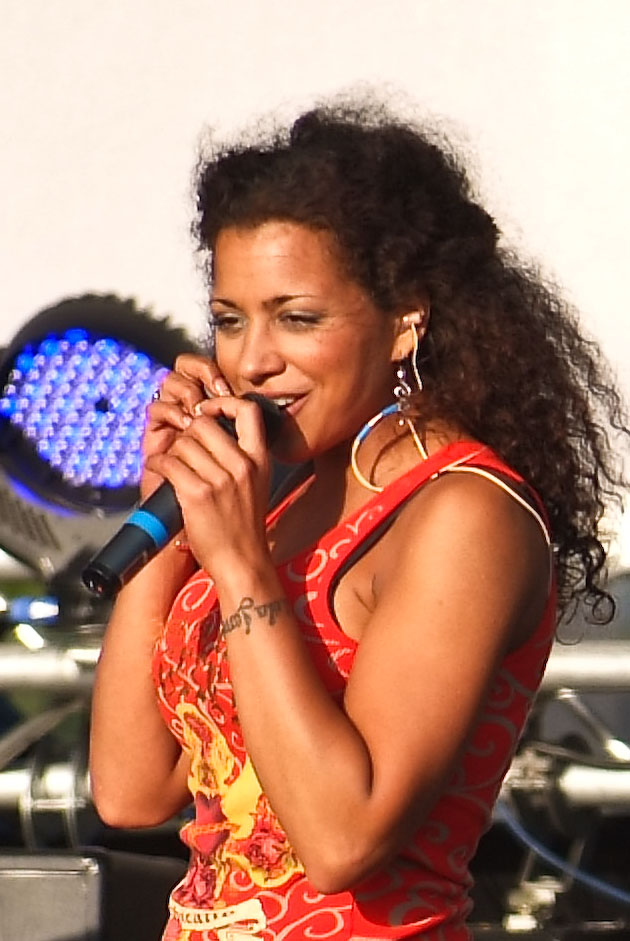
Nadja Benaissa auf der Kieler Woche (2008)

Nadja Benaissa (* 26. April 1982 in Frankfurt am Main) ist eine deutsche Soul-, R&B- und Popsängerin. Sie wurde im Jahr 2000 als Mitglied der Girlgroup No Angels bekannt.

## Leben
Nadja Benaissa kam als zweites Kind eines Marokkaners und seiner deutschen Frau zur Welt und wuchs gemeinsam mit ihrem zwei Jahre älteren Bruder in Langen bei Frankfurt am Main auf. Im Oktober 1999 brachte Benaissa eine Tochter zur Welt. Den Besuch einer Abendrealschule brach sie im Jahr 2000 als Klassenbeste ab, um an der Castingshow Popstars teilzunehmen.
Im Jahr 2011 zog sich Benaissa aus der Öffentlichkeit zurück, um ihr Abitur am Berlin-Kolleg nachzuholen. Anschließend absolvierte sie eine Ausbildung als Veranstaltungskauffrau. Im September 2021 absolvierte sie eine Ausbildung zur Fitnesstrainerin A-Lizenz, ist seitdem als Personal Trainerin und seit Ende 2022 zusätzlich als Health Coach tätig.

## Musikalischer Werdegang
Benaissa wurde im Alter von drei Jahren in der musikalischen Elementarerziehung an Musik herangeführt. Es folgten außerschulischer Klavier- und Flötenunterricht. Mit einer Freundin belegte sie bei Jugend musiziert einen zweiten Platz. Sie sang in der fünften Klasse mit zwölf Jahren zwei Rollen im Schul-Musical Tabaluga. Dort wurde sie von Schülern aus der Oberstufe als Sängerin einer Rockband entdeckt. Als Jugendliche nahm sie Tanz- und Ballettunterricht; des Weiteren war sie Teil verschiedener Bands sowie in musikalischen Projekten als Live- und Studiosängerin tätig.

### Bands

#### No Angels

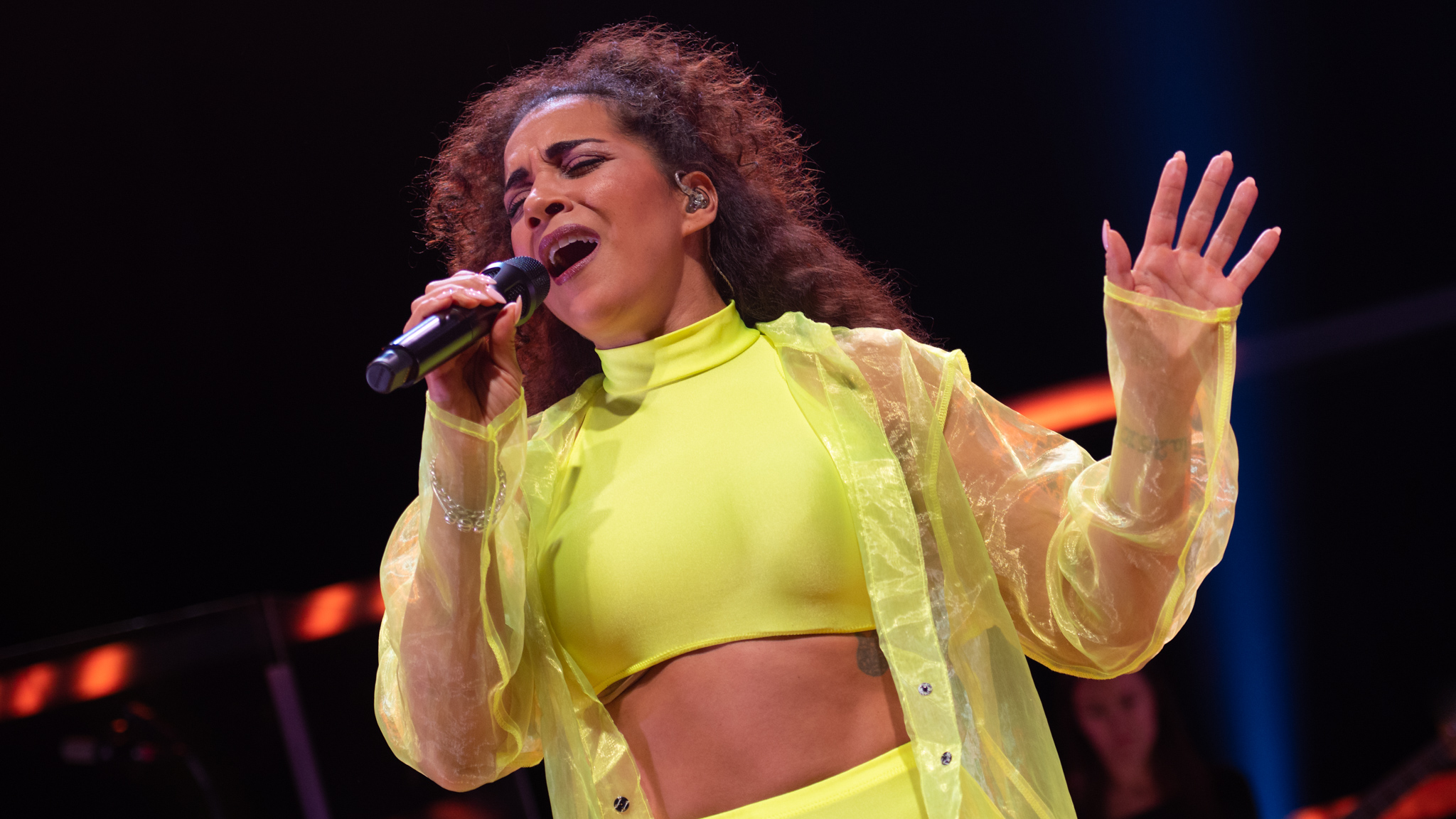
Nadja Benaissa während der No Angels-Celebration-Tour (2022)

Für die Show Popstars rief der Fernsehsender RTL II im Jahr 2000 zum Casting für eine neue Girlgroup auf. Benaissa nahm am Vorsingen in Frankfurt am Main teil. Auf das Casting wurde sie von Franca Morgano der Band Magic Affair aufmerksam gemacht, mit der Benaissa gemeinsam Musik machte. Benaissa ging ohne weitere Kenntnisse über das Casting zum Vorsingen und sang Hero von Mariah Carey. Nach dem Vorsingen und dem Recall nahm Benaissa an einem Gesangs- und Tanzworkshop auf Mallorca teil, den sie gemeinsam mit zehn weiteren Kandidatinnen als Finalistin verließ. In Deutschland wurde ihr mitgeteilt, dass sie gemeinsam mit Lucy Diakovska, Sandy Mölling, Vanessa Petruo und Jessica Wahls Mitglied der neuen Girlband No Angels sein wird. Ende 2003 löste sich die Gruppe zugunsten einer längeren Pause und Solokarrieren auf. Im Januar 2007 startete Benaissa gemeinsam mit drei weiteren Gründungsmitgliedern der No Angels ein Comeback. Aufgrund körperlicher und psychischer Erschöpfung gab Benaissa am 7. September 2010 ihren Ausstieg aus der Band bekannt. Die Trennung der No Angels wurde im Sommer 2014 verkündet. Zum 20-jährigen Bandjubiläum veröffentlichten die No Angels im Juni 2021 das Album 20 und gingen gemeinsam auf Celebration-Tour durch Deutschland. Dafür kehrte Benaissa zur Band zurück.
Mit über fünf Millionen verkauften Tonträgern sind die No Angels die bis heute erfolgreichste Girlgroup Kontinentaleuropas. Benaissa schrieb an den Songs Come Back, Shut Your Mouth und der Single One Life mit.

#### medlz
Im Oktober 2019 gab die A-cappella-Band medlz bekannt, dass Benaissa neues Mitglied des Ensembles ist. Aufgrund der COVID-19-Pandemie wurde die Tour Das läuft bei uns, die im April 2020 starten sollte, verschoben und im Herbst durchgeführt. Ihren ersten Auftritt hatte Benaissa mit der Band im August 2020 in Dresden. Das erste Album mit Benaissa (Das) läuft bei uns erschien Ende August 2020, worauf auch eine A-cappella-Version des Songs Rivers of Joy der No Angels zu hören ist. Im September traten die medlz erstmals in der neuen Formation im SWR Fernsehen in der Show Wahl der Deutschen Weinkönigin 2020 mit ihrer Version des Songs Simply The Best von Tina Turner auf. Das Weihnachtsalbum Weihnachtsleuchten Vol. 2 folgte im November 2020. Aufgrund der Wiedervereinigung der No Angels zum 20-jährigen Bandjubiläum verließ Benaissa im Februar 2021 die medlz.

### Solokarriere
Im Dezember 2001 war Benaissa Teil der Sisters Keepers, eines Zusammenschlusses bekannter Schwarzer Künstlerinnen Deutschlands. Sie veröffentlichten die Single Liebe und Verstand, die Platz 61 der Singlecharts in Deutschland und Platz 63 in Österreich erreichte. Ein Jahr später hatte Benaissa einen Cameoauftritt im Musikvideo zu Play with Bootsy von Bootsy Collins.
Nach der Trennung der No Angels Ende des Jahres 2003 zog sich Benaissa zunächst aus dem Rampenlicht zurück, um sich ihrer Tochter zu widmen. Im Jahr 2004 war Benaissa als Gast auf dem Song Ein schöner Tag von Moses Pelham zu hören. Im Jahr 2005 unterschrieb sie einen Plattenvertrag bei Universal. Im September des gleichen Jahres erschien ihre erste Single Es ist Liebe. Den Midtempo-Soul-Song hat Benaissa gemeinsam mit Tino Oac geschrieben. Er erreichte Platz 63 in den deutschen Singlecharts. Im November und Dezember trat Benaissa bei sechs Konzerten auf der Tour von Simply Red im Vorprogramm auf. Beim deutschen Musikpreis 1 Live Krone wurde sie in der Kategorie Beste Künstlerin nominiert.
Am 10. Februar 2006 erschien Ich hab dich als zweite Single von Benaissa, die ebenfalls von ihr gemeinsam mit Tino Oac geschrieben wurde. Mit dem Song nahm sie für Hessen beim zweiten Bundesvision Song Contest teil, bei dem sie Platz vier hinter Seeed, In Extremo und Revolverheld belegte. Ich hab dich erreichte Platz 36 der Singlecharts in Deutschland.

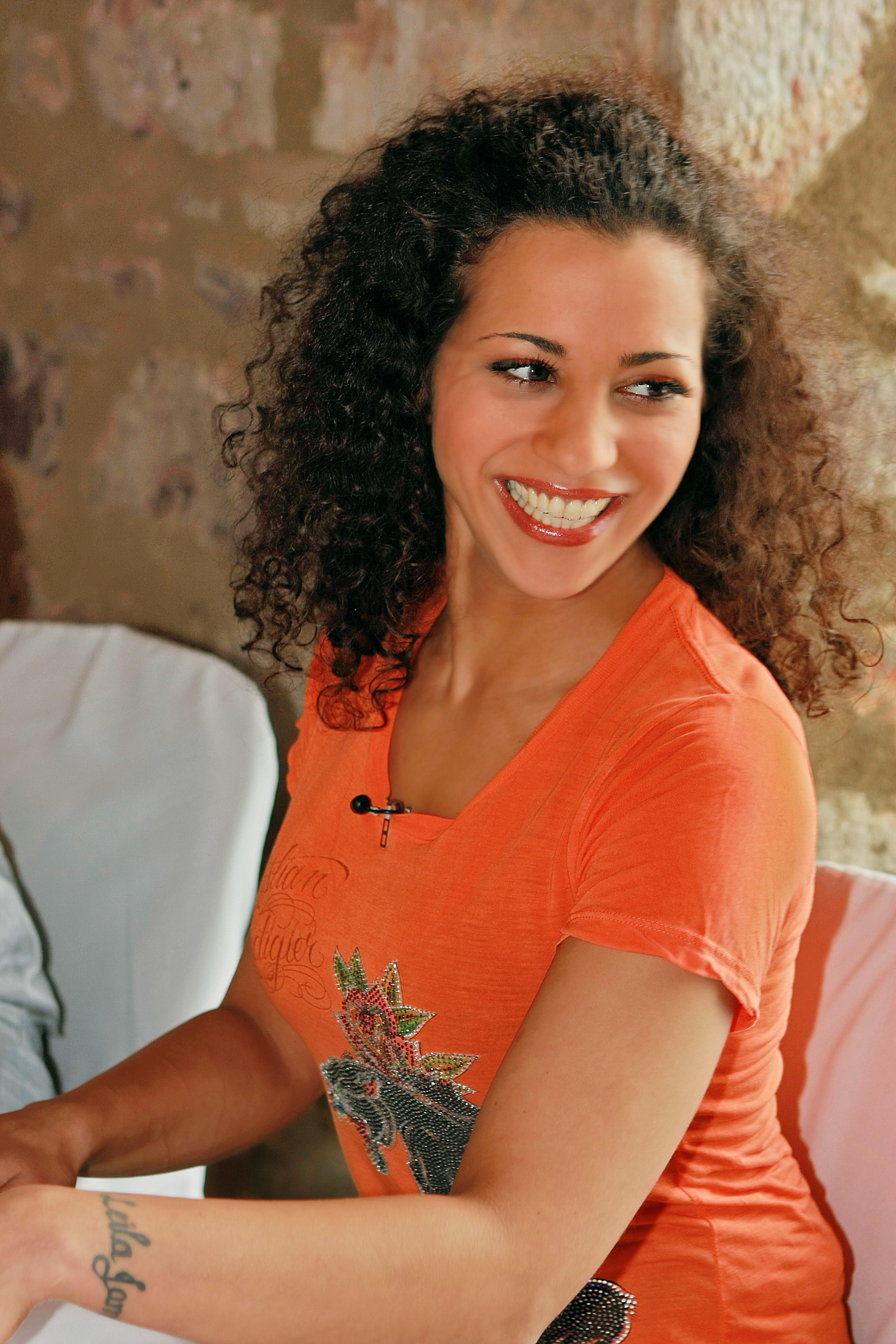
Benaissa als Jurymitglied der Sendung Dein Song (2008)

In der Erstausgabe, die eine Druckauflage von 375.000 Exemplaren umfasste, des am 17. Februar 2006 neu erschienenen Frauenmagazins Emotion von Gruner + Jahr wurde die EP Know Your Emotion von Benaissa beigelegt. Die EP enthält den für das Magazin komponierten Song Know Your Emotion der Songschreiber Ian Max und Stephan Moritz sowie die Single Es ist Liebe und den Song Augenblick.
Am 24. Februar 2006 erschien Benaissas Debütalbum Schritt für Schritt. Benaissa hat alle Songs des Albums mitgeschrieben, zum Teil mitkomponiert und ist auch als Executive Producer des Studioalbums geführt. In einem Interview beschrieb sie, dass alle Songs ihres Albums autobiografisch sind und ihr Gefühlsleben zum Ausdruck bringen. Als Inspiration für das Album nannte Benaissa die Soulsänger Aretha Franklin, Mary J. Blige und Marvin Gaye. Schritt für Schritt erreichte Platz 71 in den deutschen Albumcharts.
Im Sommer des gleichen Jahres war Benaissa Teil des Music Team Germany, einem Zusammenschluss deutscher Künstler. Gemeinsam veröffentlichten sie ein Cover des Fury-in-the-Slaughterhouse-Songs Won’t Forget These Days für die Übertragungen der Spiele der Fußball-Weltmeisterschaft 2006 auf dem Pay-TV-Sender Premiere. Die Single erreichte Platz 48 in den deutschen Singlecharts. Alle Einnahmen wurden gespendet.
Im Jahr 2007 verlieh Benaissa zwei Musikprojekten des Musikproduzenten Torsten Stenzel ihre Stimme: Dem Song Dirty Dancing von DJ Sakin & Friends und dem Song Unlock My Chains der Superlounger. Beide Songs hat sie auch mitgeschrieben. Ebenfalls war sie auf dem Song Dear Christin des Rappers Manuellsen zu hören.
Im Frühjahr Jahr 2008 begann Benaissa mit dem Schreiben neuer Songs für ihr zweites Studioalbum. Erste Demoaufnahmen veröffentlichte sie auf ihrem Myspace-Profil, darunter Alles wird okay, Bleib stark, Hände hoch, Nie wieder und Lass los. Ebenfalls stellte sie einige dieser Songs bei Auftritten vor, z. B. im Rahmen des Kulturprogramms der Nibelungenfestspiele in Worms. Im Sommer 2008 beendete sie die Arbeit an ihren Songs zugunsten der Aufnahmen des fünften Studioalbums Welcome to the Dance der No Angels. Eine kommerzielle Veröffentlichung ihrer Songs im Rahmen eines zweiten Soloalbums wurde von Benaissa nicht realisiert. Im gleichen Jahr 2008 wurde Mein Jahr, ein gemeinsam mit dem Rapper Fler geschriebener und komponierter Song, auf dessen Album Fremd im eigenen Land veröffentlicht. Im darauffolgenden Kalenderjahr 2009 war sie als Gast auf dem Song Wir sind keine Kinder mehr von Samy Deluxe zu hören.
Nach ihrem Ausstieg bei den No Angels im Herbst 2010 präsentierte Benaissa im August 2011 auf der Verleihung des Reminders Day Award – sie erhielt den Preis zur Solidaritätsbekundung – Coverversionen der Lieder Zauberland und Halt dich an deiner Liebe fest von Rio Reiser. Sie kündigte an, ein Album mit Coverversionen von Rio Reiser aufnehmen zu wollen. Das Album wurde jedoch nicht realisiert. Im Jahr 2012 wurden die drei Songs Maisha, Allein und Honey and Blood auf der EP der Rapperin Thea Queen of Light veröffentlicht, auf denen Benaissa als Gast zu hören ist. Im Anschluss zog sich Benaissa über mehrere Jahre vollständig von der Musik zurück. Erst ab 2018 absolvierte sie wieder vereinzelte Auftritte. Sie trat u. a. mit der Gospelband The Real Rogers & Friends in Deutschland und Polen auf. Mit der Band unterstützte sie im Dezember 2018 auch Mariah Carey bei ihrem Weihnachtskonzert in Berlin. 2019 war sie Hauptdarstellerin im Videoclip zum Song Stay Humble von Mellow Mark.
Mitte 2021 schrieb und produzierte Benaissa mit dem Pianisten Enzo Lange englischsprachige Songs. Let You Go und Get Up stellte sie bei einem Benefizkonzert im August in Berlin vor. Im April 2022 gab sie in einem Interview an, ein neues Soloalbum veröffentlichen zu wollen, für das sie deutschsprachige Songs schrieb. Ende September 2023 wurde bekannt, dass Benaissa für Albumaufnahmen in Berlin und Wien u. a. mit Noël André Lunguana und Franziska arbeitete. Von Erstgenanntem erschien Mitte November die Single Ich halt dich nicht auf gemeinsam mit Benaissa. Das Musikvideo wurde unter Regie von Shaho Casado gedreht. Drei ihrer neuen Songs stellte Benaissa bei einem Konzert Ende November 2023 in Köln vor, darunter den Song Nach vorn. Anfang 2025 kündigt sie an, ihr neues Album im Jahr 2026 zu veröffentlichen.
Anfang Mai 2025 erschien der Song Der Krieg ist aus auf der Star-Edition des Soundtracks zum Musical Romeo und Julia – Liebe ist alles von Peter Plate und Ulf Leo Sommer.

## Weitere Tätigkeiten

### Arbeit beim Fernsehen
Im September 2004 war Benaissa im Spielfilm Eine unter Tausend auf ProSieben zu sehen, in dem sie die Konkurrentin einer jungen Tänzerin spielt. Im Film war sie mit dem von ihr eingesungenen Song Gotta Find Somebody zu hören. Vom 20. Oktober bis 14. November 2008 saß Benaissa in der Jury des Songwriter-Wettbewerbs Dein Song im KiKA. 2021 trat sie als Kandidatin in der Sendung Joko & Klaas gegen ProSieben auf, verlor jedoch gegen die beiden Moderatoren. 2022 war sie Teil der vierteiligen Dokumentation Don't Stop the Music des ZDF. In dieser wurden Schüler einer Berliner Gemeinschaftsschule begleitet, wie sie einen Chor und ein Orchester gründen. Die Sendung wurde in der Kategorie Best Factual Entertainment mit dem Deutschen Fernsehpreis und mit dem Blauen Panther in der Kategorie Unterhaltung ausgezeichnet. Im Herbst 2023 gewann Benaissa ihre Herausforderung im Team Joko Winterscheidt bei der ProSieben-Show Das Duell um die Welt. Ende November 2023 präsentierte Benaissa in der Carolin Kebekus Show gemeinsam mit Ariana Baborie, Jasmin Schwiers und Carolin Kebekus den Song Girls don't fart. Im März 2024 spielte sie die weibliche Hauptrolle Maria in der Show Die Passion auf RTL. Im Mai 2024 erreichte sie das Halbfinale bei der ProSieben-Show The Masked Singer als Figur „Elgonia“. Ende November 2024 war Benaissa zu Gast in der Sendung Browser Ballett Heimatquiz in ZDFneo und gewann das Show gegen Samuel Koch.

### Werbe- und weitere Aktivitäten
Als Werbeträgerin für den Sportartikelhersteller Nike war Benaissa 2004 im Fernsehen zu sehen. 2021 war sie Model für das Kleidungslabel Asafo Wear aus Ghana.
Im Jahr 2010 arbeitete Benaissa gemeinsam mit der freien Autorin Tinka Dippel an ihrer Autobiografie mit dem Titel Alles wird gut, die am 27. September bei Edel – und zusätzlich als Hörbuch mit von Benaissa eingesprochenen Passagen – veröffentlicht wurde. Benaissa stellte das Buch auf der 62. Frankfurter Buchmesse vor. Im Februar 2025 wurde Benaissa in die Jury für den Preis für Popkultur berufen.

### Gesellschaftspolitisches Engagement
Da Benaissa seit ihrer Kindheit mit Rassismus konfrontiert ist und auch ihre Tochter von Alltagsrassismus betroffen ist, setzte sie sich bereits im Jahr 2001 als Mitglied der Sisters Keepers öffentlich gegen Rassismus und Sexismus ein. Seit dem Jahr 2020 engagiert sie sich verstärkt gesellschaftspolitisch und sozial, um zur Repräsentation und Sichtbarkeit von People of Color in der deutschen Gesellschaft und Medienlandschaft, zur Geschlechtergerechtigkeit und zur Enttabuisierung von HIV-Erkrankungen und Psychotherapien beizutragen. Im September 2020 war sie gemeinsam mit der Dragqueen Barbie Breakout im Podcast Realitäter*innen zu Gast und klärte über das Leben mit HIV auf. Im Januar 2021 war sie als Gast in der Satire-Show Browser Ballett der ARD und thematisierte Alltagsrassismus. Sie positionierte sich in der Reihe Nenn mich nicht... des rbb Fernsehen gegen die Verwendung rassistischer Sprache. Ebenfalls war sie im Frühjahr 2021 Teil eines Fotoprojektes unter dem Motto Solidarität ist Zukunft, um sich für die Anerkennung gesellschaftlicher Diversität und Inklusion auszusprechen. In einem Projekt der Wochenzeitung Die Zeit war Benaissa 2021 eine von 38 Personen, die sich gegen die Tabuisierung von psychischen Krankheiten aussprechen. Sie war ebenfalls Teil der Kampagne Zehntausend Gründe des Frankfurter Netzwerk für Suizidprävention, um auf das Thema Suizid aufmerksam zu machen. Im Oktober 2021 sprach sie im Podcast Danke, gut des WDR und im November 2022 im Podcast Sucht und Süchtig über Suchterkrankungen und Psychotherapien. Seit August 2021 tritt sie regelmäßig beim Berliner Benefizkonzert Gemeinsambunt und weiteren Benefizveranstaltungen auf, um sich gegen Hasskriminalität und für sexuelle Vielfalt einzusetzen. Im Februar 2025 war Benaissa Teil der Kampagne Wie geht es dir wirklich? des Wort und Bild Verlag, die auf psychische Erkrankungen aufmerksam macht.

## Privates
Durch Vorsorgeuntersuchungen in der Schwangerschaft wurde bei Benaissa im ersten Trimenon eine HIV-Infektion diagnostiziert. Eine vertikale Infektion des Kindes konnte durch eine hochaktive antiretrovirale Therapie und einen Kaiserschnitt verhindert werden.
Seit 2021 spricht Benaissa zwecks Aufklärung, Sensibilisierung und Entstigmatisierung über ihre Alkohol- und Drogensuchterkrankung in Interviews, Podcasts und Vorträgen. Benaissa kam im Alter von elf Jahren erstmals mit Alkohol und Zigaretten in Kontakt. Nach öffentlichen Vorwürfen ihres Exfreundes bestätigte sie bereits 2001 in einem stern TV-Interview, mit 14 Jahren bis zu ihrer Schwangerschaft mit 16 Jahren cracksüchtig gewesen zu sein. Zu dem Zeitpunkt lebte sie kurze Zeit obdachlos im Frankfurter Bahnhofsviertel. Ihre Eltern wiesen sie daraufhin in eine Kinderpsychiatrie ein. Als Benaissa schwanger wurde, nahm sie keine Drogen und trank keinen Alkohol mehr. Während ihrer Zeit mit den No Angels konsumierte Benaissa im Privaten unregelmäßig Alkohol. Als sie zu Beginn ihrer Karriere ausnahmsweise heimlich Hanf in einem Hotelzimmer rauchte, versteckte sie sich im Anschluss vor Bandmitglied Sandy Mölling in einem Kleiderschrank. Ab dem Jahr 2010 steigerte sich ihr Konsumverhalten, bis Benaissa sich selbst in eine Klinik einwies. Diese verließ sie kurze Zeit später wieder, bevor sie sich nach einem Jahr erneut einwies und mit einer Langzeittherapie, inklusive stationärer und Tagesklinikaufenthalten, begann. Seit dem 20. August 2017 lebt sie ohne Suchtstoffe. Sie ist Mitglied in verschiedenen Selbsthilfegruppen. Benaissa beschreibt, sie sei heute „dankbar“ für ihre Krankheit, da sie so kontinuierlich an sich arbeiten und sich weiterentwickeln müsse.

### Gerichtsverfahren
Am späten Abend des 11. April 2009 wurde Benaissa in Frankfurt am Main wegen des Verdachts der gefährlichen Körperverletzung festgenommen. Ihr wurde zur Last gelegt, dass sie ungeschützten Sex mit mehreren Personen gehabt hätte, ohne diese auf ihre HIV-Infektion hingewiesen zu haben. Die Tatvorwürfe bezogen sich auf einen Zeitraum von 2000 bis 2004, während Benaissa spätestens seit 1999 von ihrer Infektion gewusst haben soll. Am 21. April 2009 wurde ihr auf Antrag der zuständigen Staatsanwaltschaft Darmstadt Haftverschonung gewährt. Anfang Juli 2009 hob die Staatsanwaltschaft Darmstadt den Haftbefehl gegen Benaissa wieder auf, da sie ihre Auflagen erfüllt hatte.
Die Staatsanwaltschaft Darmstadt wurde für ihr Verhalten während des Ermittlungsverfahrens kritisiert. Ihr wurde vorgeworfen, Details aus einem laufenden Ermittlungsverfahren veröffentlicht und zu umfangreich über gesundheitliche Aspekte von Benaissa informiert zu haben – darunter den HIV-Status öffentlich bekannt gemacht zu haben, ohne ihre Intimsphäre oder die Unschuldsvermutung zu wahren.
Wegen des Verdachts, einen Partner durch ungeschützten Sex mit dem HI-Virus infiziert zu haben und in vier Fällen mit drei weiteren Partnern, die von ihrer HIV-Infektion nichts wussten, ungeschützten sexuellen Verkehr gehabt zu haben, erhob die Staatsanwaltschaft Darmstadt im Februar 2010 Anklage gegen Benaissa wegen vollendeter gefährlicher Körperverletzung und versuchter gefährlicher Körperverletzung in vier Fällen. Das Amtsgericht Darmstadt verurteilte sie im August 2010 zu einer Freiheitsstrafe von zwei Jahren auf Bewährung und 300 Arbeitsstunden in einer AIDS-Einrichtung.

## Anerkennung und Auszeichnungen
Im Jahr 2010 wurde Benaissa als Persönlichkeit des Jahres 2009 mit dem Szenepreis, dem größten schwul-lesbischen Medienpreis Deutschlands, ausgezeichnet. 2011 wurde sie beim Reminder Day Award, bei dem Auszeichnungen für das Engagement im Rahmen des Kampfes gegen HIV und AIDS verliehen werden, durch die Laudatorin Cori Obst ein Preis als Solidaritätsbekundung wegen der Vorverurteilungen im Rahmen des Zwangs-Outings als HIV-positiv verliehen. Seit 2020 ist Benaissa als Künstlerin im Deutschen Museum für Schwarze Unterhaltung und Black Music geführt, das Personen aufnimmt, die zur Sichtbarkeit von Schwarzen Deutschen Künstlerinnen und Künstlern beitragen. Seit September 2021 ist sie Teil der Ausstellung Abgelichtet! Stars in Frankfurt im Institut für Stadtgeschichte. Als Leihgabe stellte sie dem Museum ihre mit den No Angels im Jahr 2001 gewonnene Goldene-Bravo-Otto-Trophäe zur Verfügung. 2022 wurde Benaissa von der Initiative Geile Uschi Kongress, die ausgewählte Frauen für besondere Leistungen ehrt, als Rednerin für den Jahreskongress mit der Begründung eingeladen, es gehöre zu Benaissas „ungeheurer Stärke“, trotz medialer Bloßstellungen als Künstlerin weiterzuarbeiten, die eigenen Erfahrungen in Kunst, Musik und gesellschaftlichen Engagement umzusetzen und dadurch eigene Fehler kritisch zu reflektieren. Samira El Ouassil kritisierte im April 2023, dass Boulevardmedien das Leben Benaissas zumeist skandalisierend darstellen, statt ihr Leben auch als „Erzählung einer Selbstwerdung und Emanzipation“ zu beschreiben.
Benaissa war als Person of Color insbesondere zu Beginn ihrer Karriere mit den No Angels Vorbild für Kinder, Teenager und junge Erwachsene, z. B. für Tupoka Ogette und Deniz Ohde.

## Diskografie
Studioalben

| Jahr | Titel Musiklabel                        | Höchstplatzierung, Gesamtwochen, AuszeichnungChartplatzierungen (Jahr, Titel, Musiklabel, Platzierungen, Wochen, Auszeichnungen, Anmerkungen) | Höchstplatzierung, Gesamtwochen, AuszeichnungChartplatzierungen (Jahr, Titel, Musiklabel, Platzierungen, Wochen, Auszeichnungen, Anmerkungen) | Höchstplatzierung, Gesamtwochen, AuszeichnungChartplatzierungen (Jahr, Titel, Musiklabel, Platzierungen, Wochen, Auszeichnungen, Anmerkungen) | Anmerkungen                            |
| Jahr | Titel Musiklabel                        | DE | AT | CH | Anmerkungen                            |
| ---- | --------------------------------------- | --- | --- | --- | -------------------------------------- |
| 2006 | Schritt für Schritt Urban Records (UMG) | DE71 (1 Wo.)DE | — | — | Erstveröffentlichung: 24. Februar 2006 |

## Filmografie
- 2004: Der Wixxer (Kinofilm, mit den No Angels)
- 2004: Eine unter Tausend (Spielfilm, ProSieben)
- 2024: Die Passion

## Tourneen
Als Support-Act
- 2005: Simply Red

## Auszeichnungen
- 2005: 1Live Krone: Beste Künstlerin des Jahres (Nominierung)
- 2010: Szenepreis: Persönlichkeit des Jahres[75]
- 2011: Reminders Day Award: Solidaritäts-Bekundung[76]